# Marionnaud
Marionnaud è una catena francese di profumerie di portata internazionale, con sede a Parigi e fondata da Bernard Marionnaud.
La catena, che impiega più di 4000 persone, appartiene, dal 2005, al gruppo cinese Hutchison Whampoa.
Marrionaud è la terza più grande catena di profumeria e cosmetica in Europa.
Oltre a profumi, cosmetici e prodotti per la cura del corpo, l'impresa vende anche accessori assortiti. Inoltre, propone terapie nei suoi 254 istituti di bellezza in Francia.
Marionnaud fa parte della società Luxury Perfumeries & Cosmetics di A.S. Watson, prima rete di distribuzione mondiale nel campo della bellezza e della sanità, con altre catene di profumeria e generi vari in Europa, come Kruidvat, Superdrug e ICI Paris XL. A.S. Watson costituisce, a sua volta, il gruppo di vendita al dettaglio dell'impresa internazionale Hutchison Whampoa con sede ad Hong Kong.

## Storia
Bernard Marionnaud (1934-2015) apre la sua prima profumeria a Clamart nel 1958, poi estende la sua rete a una quindicina di punti vendita. Nel 1984, Marrionaud viene ripresa dall'uomo d'affari Marcel Frydman. A partire dal 1986, l'acquisto di numerose catene porta ad una continua espansione. Nel 1996, con l'acquisto della Bernard Marionnaud SA, il numero degli impianti raddoppia improvvisamente: la catena conta 48 negozi. Nel 1997, Marcel Frydman decide di adottare il marchio Marionnaud. Successivamente, inserisce la società nel mercato azionario. L'apertura del capitale è investita nel proseguimento dell'espansione del numero dei negozi. Nel 1998, il marchio è il primo distributore a proporre ai suoi clienti un programma fedeltà, la Tessera Marionnaud.
Nel 2000, vengono acquistate le società di Alrodo, Europarfums e Parfumerie Principale, permettendo a Marrionaud di trasferirsi in Svizzera. Nel 2001, arriva in Austria grazie all'acquisto di 52 «Impo-Profumerie» e 35 «Holzer-Profumerie».
Dal 1997 al 2002: acquisti o aperture di 1 100 impianti supplementari. Nel 2005, la situazione finanziaria si fa molto difficile, così Marrionaud viene riacquistata dalla società cinese A.S Watson. Pur rimanenndo al primo posto in Europa nella distribuzione di profumi, con più di un quarto sulla quota di mercato, i piani di licenziamento in Francia continuano.
Nel maggio del 2005 l'uomo d'affari belga Albert Frère ha annunciato di aver acquistato il 5,01% del capitale di Marrionaud e il 4,07% dei diritti di voto. L'operazione ha avuto luogo il 24 dicembre 2004 via Distipar, una filiale della holding CNP. Il gruppo belga era già entrato nel settore della profumeria, grazie ad una partecipazione del 50% nel Planet Parfum (numero 2 in Belgio e a Lussemburgo). In più, l'investitore è amico di Bernard Arnault, proprietario della LVHM Moët Hennessy Louis Vuitton, rivale principale di Marrionaud attraverso la filiale Sephora.
Nel 2005 AS Watson, filiale della corporazione Hutchison Whampoa lancia un'offerta pubblica d'acquisto su Marrionaud a 21,80 € ad azione e 69,74 € ad obbligazione convertibile. A seguito della prima offerta, AS Watson detiene il 90,69% del capitale di Marrionaud. La società viene successivamente ritirata dalla borsa. Dopo il 2010, i dirigenti d'azienda vengono rimpiazzati dalla società madre. Marrionaud si ritrova in terza posizione dopo Sephora e Nocibé e le perdite si accumulano. Cercando di orientarsi verso i grandi marchi di lusso, la distribuzione dei prodotti con un proprio marchio – generatore di garanzia – non rappresenta che un decimo delle vendite contro un quarto nelle marche comparabili.
Nel maggio del 2018 Li Ka Shing, azionista unico di Marrionaud, va in pensione senza che sia chiaro il futuro dell'azienda.

## Organizzazione e dati finanziari
Nel 2008, al momento della cessione dell'azienda, i punti vendita sono di varia natura, da 80 a 1 500 m2, alcuni sono fianco a fianco, più del 20% sono deficitari, molti vengono chiusi o rinnovati a partire dal 2010. Nel 2013, gli impianti contano più di 1 100 negozi in tredici nazioni, di cui 531 in Francia. Nel 2018, l'azienda viene introdotta in 10 nazioni: Francia, Italia, Spagna, Portogallo, Svizzera, Austria, Ungheria, Romania, Repubblica Ceca e Slovacchia.
Il gruppo Marionnaud conta due società di gestione Marionnaud Lafayette e Marionnaud Parfumeries.
Quest'ultima ha dichiarato un giro d'affari di 42 milioni di euro nel 2017 e una perdita di 185 milioni di euro.
L'importo complessivo delle perdite delle due società ammonta, dunque, a 229 milioni di euro nel 2017.

## Questioni legali

### Compatibilità e insider trading
L'Associazione di difesa dei soci di minoranza (Déminor) reclama, dall'Autorità dei mercati finanziari, l'apertura di un'inchiesta per quanto riguarda l'informativa finanziaria e i conti rilasciati da Marrionaud in tre anni. L'AMF conferma che l'argomento è in fase di studio senza tuttavia precisare se ci fosse già un'inchiesta in corso. Infine, la commissione delle sanzioni dell'Autorità dei mercati finanziari (AMF) condanna Marcel Frydman e suo figlio Gérald nel novembre del 2008.

### Accordo sui prezzi
Nel 2006, l'Autorità della Concorrenza ha punito i distributori di Marrionaud, Sephora e Nocibé e altre società per essersi accordate, tra il 1997 e il 2000, sui prezzi nella distribuzione dei profumi.

## Collegamenti
- (FR) Sito ufficiale, su marionnaud.fr.
- (RO) Sito ufficiale, su marionnaud.ro.
- Sito ufficiale, su marionnaud.it.
- (DE) Sito ufficiale, su marionnaud.at.
- (SK) Sito ufficiale, su marionnaud.sk.
- Sito ufficiale, su marionnaud.com.

| Controllo di autorità | VIAF (EN) 172600143 |